# 7015 Schopenhauer
7015 Schopenhauer è un asteroide della fascia principale. Scoperto nel 1990, presenta un'orbita caratterizzata da un semiasse maggiore pari a 2,3250918 UA e da un'eccentricità di 0,1700171, inclinata di 5,47431° rispetto all'eclittica.